# 京成AE形電車 (2代)

成田スカイアクセス線 経路図

京成AE形電車（けいせいAEがたでんしゃ）は、2010年（平成22年）に営業運転を開始した京成電鉄の特急形車両。
本項では以下、特に速度の指定なく「高速運転」「高速走行」と記述した場合は、最高速度である160km/hでの走行を指すものとする。

## 概要
2010年7月17日に開業した成田スカイアクセス線において、同日よりスカイアクセス線経由となった「スカイライナー」の160km/h走行に対応する車両として導入された。
新造計画は2004年頃より開始され、同年6月に就任した第10代代表取締役社長の花田力により、計画の詳細が明らかにされた。製作費は約160億円と明らかにされている。
形式名については、「空港アクセスと京成の原点回帰」の想いを込めて2代目の「AE形」と制定した。
開業に際して8編成64両が導入され、2019年度に1編成8両が増備された。
2010年9月29日、京成の鉄道車両では初となるグッドデザイン賞を受賞した。さらに2011年5月24日には、初代AE車に続いて二度目となる鉄道友の会ブルーリボン賞を受賞した。

## 導入の経緯
京成は成田国際空港（2004年までは新東京国際空港、以下「成田空港」と表記）のアクセス輸送として、1972年に「スカイライナー」専用車として初代AE形を登場させていた。初代AE形は空港開港の遅れと、空港駅の位置の悪さから開港後の空港輸送に本領発揮をしたとは言えない状況にあった。
一方、1971年4月には成田新幹線の基本計画が策定されており、1979年6月には成田市内での工事は進んでいたものの、肝心の都心側の建設の目処は立っていなかった。成田空港開港後の1981年には成田空港へのアクセスを担う高速鉄道の調査委員会が発足し、1984年には3ルートの提案のうち、北総開発鉄道（当時）を経由するルートが選定された。しかし、こちらの計画も、具体的な動きはないままであった。
この間、1991年には、成田新幹線のために用意された施設を成田空港高速鉄道に転換して、空港直下に乗り入れることになったが、その前年の1990年に京成はAE100形を登場させた。以後、東日本旅客鉄道（JR東日本）が運行する「成田エクスプレス」とともに、本格的に成田空港アクセス輸送の一翼を担うことになった。
しばらくはその状態で推移したものの、1999年には再び北総鉄道北総線経由のルートの実現に向けて検討委員会が発足し、2002年には施設を建設・保有する事業者が設立され、2010年の開業に向けて動き出すことになった。折りしも、成田空港では2005年に平行滑走路（B滑走路）の延伸を行うことで大型旅客機の離着陸回数の増加を図る方針を固め、2010年度完成予定で平行滑走路延伸の工事に着手した（予定より早く2009年10月22日から供用開始）。滑走路延伸の完成に伴い、年間発着回数が20万回から22万回に増加することで、成田空港の利用者数はさらに増加すると見込まれた。
2010年7月17日に開業した成田空港線では、一部の区間で最高速度を160km/hとすることにより、東京から成田空港までを30分台で結ぶことになったため、本ルートの空港アクセス列車を運行することになる京成でも、高速運転に対応している車両の導入を決定したものである。

## 車両概説

### デザインコンセプト
車両デザインや新ロゴマークの制定はファッションデザイナーの山本寛斎が担当し、詳細な車両設計においては、内装については日本車輌製造が、外装については東急車輛製造がそれぞれ主に担当した。
エクステリアデザインのテーマは、風は速さの象徴であり、運び手としての役割や旅への誘いを行なうものであるという印象を統合したもので、空港への最速の運送手段という意味を込め、「風」とした。また、インテリアデザインのテーマは、引き締まった様子や本質的なものを残すという意味の言葉であり、公共の空間に対する知的な配慮や透明感・優しさという意味を込めた「凛」とした。
また、ミュージックホーン（補助警笛）、乗降中のBGM、車内アナウンスの際のチャイムは向谷実が作曲を手掛けた。

### 車体

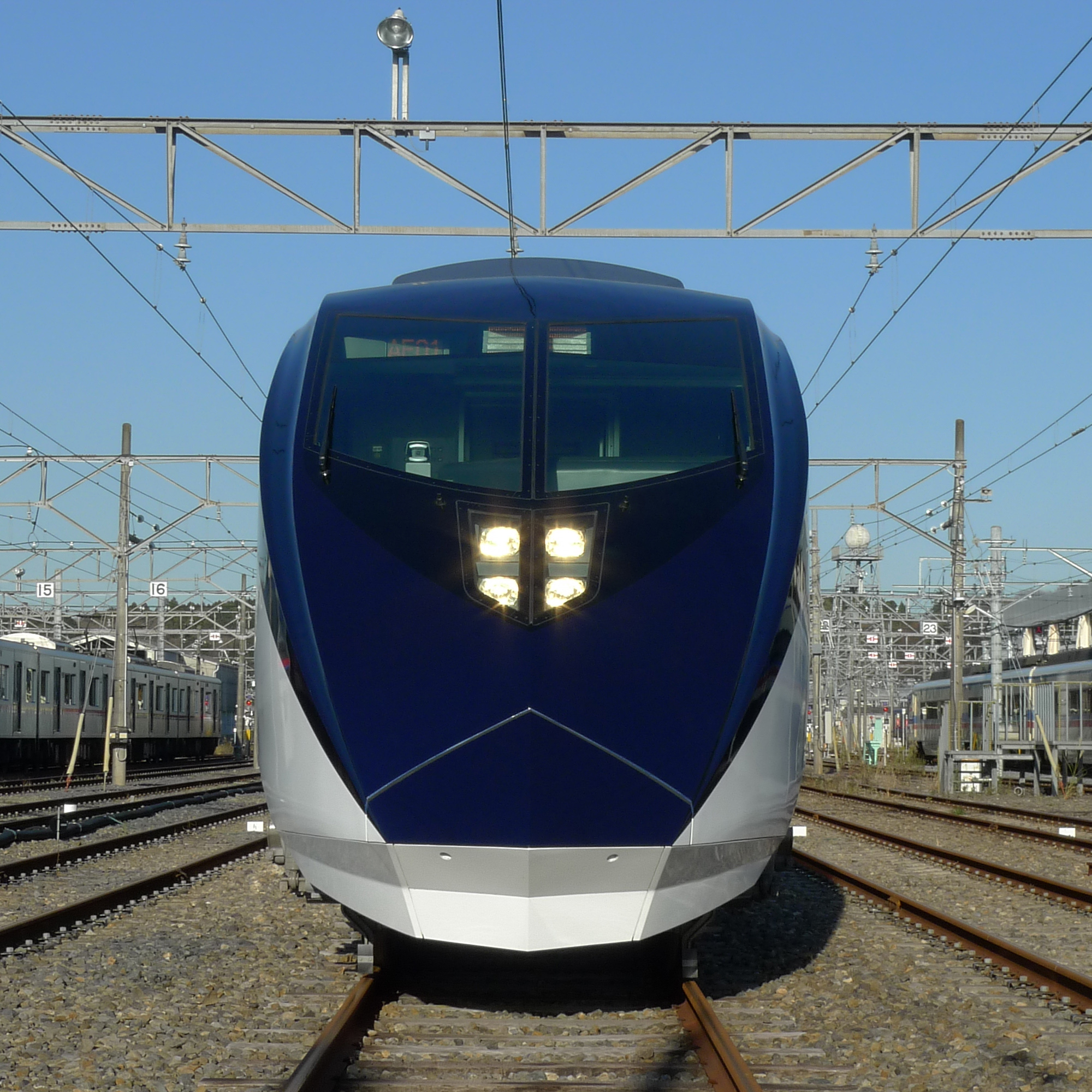
中央に4灯が集中配置された前照灯

基本構造は、京成では1600形車体更新時の試作車体以来、かつ本格的採用としては初となるアルミニウム合金製の車体で、中空押出型材を使用したダブルスキン構造として軽量化を図った。車体全長（先頭車19,500mm、中間車19,000mm）や床面の高さ（1,100mm）はAE100形と同様の寸法であるが、客用扉はAE100形より200mm拡大した幅1,000mmの片開き扉で、高速走行中のトンネル突入時における客室内の急激な気圧変動を軽減するため、客用扉を室内側から4本のシリンダで押し付ける機構を設けた。ドアエンジンは空気式である。また、空調装置の給排気口にも、同様の目的でシャッターを設けている。
印旛日本医大駅 - 空港第2ビル駅間の18.1kmの区間において、160km/hの運転を行わせるための列車選別装置を搭載しており、専用の車上子から地上子に列車種別を送信することにより、地上信号機にGG信号を現示させて、この車両に限り160km/hの運転を許可している。
先頭部分の形状は「疾風」をイメージした流線型を採用しており、スピード感の表現および高速走行時の空力特性の観点から、ノーズ部を大きく確保した。前照灯は中央に4灯を集中配置している。AE100形とは異なり、都営地下鉄浅草線への入線は考慮されておらず、前面貫通扉は設置されていない。
客室側面窓は連続窓で、車内を明るくするために面積を大きくした。また、4号車のサービスコーナーには、外観上の軽快さを表現するために丸窓を縦に3つ配置し、アクセントをつけることを図った。
側面種別・行先表示器には、フルカラーLED式が採用された。

### 塗装・ロゴ
車体色は、ベースカラーをストリームホワイト■とし、ウインドブルー■の線を入れるという2色塗りとした。これは「風」を連想したものである。
ウインドブルーは日本の伝統色である藍色に対して、山本がアレンジの上メタリック調としたもので、幕板部から屋根まで、また先頭部分正面にかけてをこの色とした。また、ウインドブルーは腰板部にも2本の帯として入れることで、スピード感を強調することをねらった。山本は実際に車体に色を塗った際、通常なら2回のところを6～7回塗ったというこだわりがあった。
ロゴマークは従来から一新され、これまでの頭文字のみ大文字+小文字の組み合わせ「Skyliner」より「i」を除く全ての文字が大文字となる。また、「SKYLiNER」の頭文字「S」をシンボライズしたデザインの文字が新ロゴマークの右端に記されている。「i」の上の●は日本国国旗の「日の丸」を表しており、これは日本を代表する空港特急を日本国外にアピールする目的の意味もある。

### インテリア

#### 客室
| 天井はドーム型で間接照明 |  | 床面は市松模様をアレンジしたもの |  | 端部の通路上には26インチ液晶ディスプレイ (LCD) を設置 |
| 天井はドーム型で間接照明 |  | 床面は市松模様をアレンジしたもの |  | 端部の通路上には26インチ液晶ディスプレイ (LCD) を設置 |

客室内の天井は開放感を与えるため、床面から2,400mmと可能な限り高くとったドーム型である。客室照明は間接照明を京成では初めて採用し、AE100形と比較して蛍光灯数を約2倍にすることで、照度を確保すると同時に落ち着いた空間を演出することを図った。床面は日本の伝統模様である市松模様をアレンジしたデザインとした。
客室端部の通路上には車内情報表示器として、営業用の鉄道車両では最大級となる26インチ液晶ディスプレイ（LCD）を採用し、日本語、英語、中国語、韓国語の4か国語表示を行うこととした。また、運転台に設置したカメラにより、前面展望の風景を映すことも可能とした。到着直前には、20か国語で「ありがとう」を表示する。

#### 座席
| 座席 |  | 各座席脚部にある電源コンセント |
| 座席 |  | 各座席脚部にある電源コンセント |

車両の座席は、岡村製作所（現・オカムラ）が設計・制作を担当した2人がけの回転式リクライニングシートとなり、座席間隔（シートピッチ）をAE100形と比較してさらに10mm広げて1,050mmとし、座席幅も20mm拡大して前後左右両方向にゆとりを持たせている。
アルミニウム合金製のフレームを使用し、一部はフレームを露出させることでシャープさを表現した。また、伸縮性を有する1枚の織物でクッション機能を有する新素材「バネックス」を、営業用の鉄道車両では初めて採用することにより、着座時の底つき感をなくすことを図った。また、各座席脚部の前後にノートパソコンや携帯電話の充電などに利用することを考慮した電源コンセントを2箇所ずつ設けた。座席下の暖房ヒータは吊り下げ式とすることで、広い足元空間を確保している。

#### 荷物置き場
| 荷物置き場 |  | デッキに設置された防犯カメラ |
| 荷物置き場 |  | デッキに設置された防犯カメラ |

荷物置き場はAE100形と同様の2段式であるが、幅はAE100形の約2倍となる1,500mmに拡大し、容積の増大を図っている。荷物置き場は客室から直接目視が可能なように配置するとともに、防犯監視カメラを設置することで、さらなるセキュリティの向上を図った。

#### その他設備
各車両の出入台には防犯監視カメラを設置したほか、客用扉の足元には注意を喚起する意味で、黄色のLEDをステップライトとして設けた。また、扉脇の手すりもグラデーション塗装とした上で、上下にLEDを配置した。車内の案内のため、必要な箇所では点字や触地図による案内表示を設けている。
AE100形同様、サービスコーナーを設けるが、AE100形では5号車に設置しているのに対して、2代目AE形では4号車に設置されている。サービスコーナーには清涼飲料水自動販売機と自動体外式除細動器（AED）が設置されている。
トイレはベビーチェアやおむつ交換台・オストメイト機能を備えた多機能洋式トイレと男性用小便所、洗面所が5号車に設置されている。男性用小便所の便器はフランス製のものを採用するなど、トイレ内のデザインにも留意され、従来の列車トイレにはない空間を演出することをねらった。AE9編成は多機能トイレの構造を変更し、ハンドル型電動車椅子での利用に対応させている。洋式トイレの汚物処理方式は清水空圧式である。
また、緊急時に備えて、脱出用の梯子を1・3・6・8号車に設けた。

#### 運転台

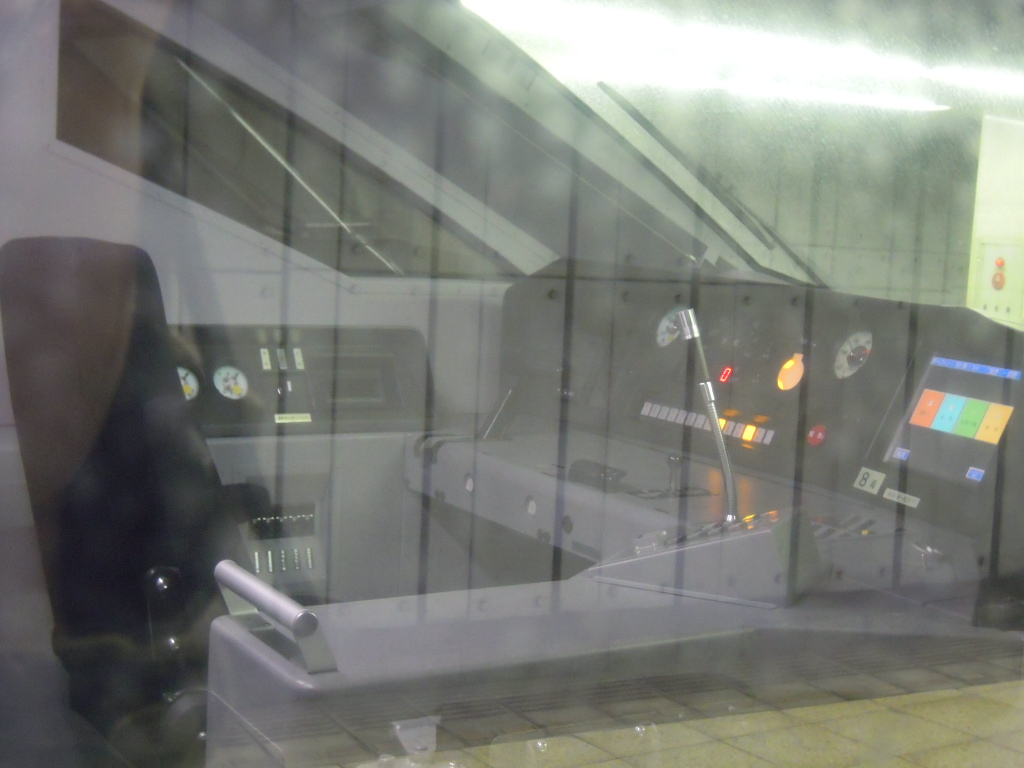
運転席

運転台の主幹制御器は左手操作のワンハンドル式（力行とブレーキを1つのハンドルで操作する方式）を採用した。ブレーキの段数は従来車の5段とは異なり、7段である。また、40km/h以上の時に、マスコンを切の位置に戻して、その後に運転台右側の定速スイッチを押すことにより、一定の速度を保つことが可能な定速制御装置を採用した。

### 機器類
制御装置は、かご形三相誘導電動機4台を1群として制御する東洋電機製造製VVVFインバータ制御で、2号車・4号車・8号車に2群分を搭載する。主回路は2レベル式で、インバータ装置の主変換素子はIGBT（3,300V - 1,200A）である。トルク制御にベクトル制御を採用することで円滑な加減速を可能としている。
補助電源装置はIGBT素子使用の静止形インバータ（SIV）を3号車と7号車に搭載する。出力電圧は三相交流440V,60Hzで、210kVAの定格容量を有する。これらの制御機器や補助電源装置などの冷媒として純水を使用することで、環境負荷の軽減を図っている。
高速走行に対応するため、主電動機はAE100形よりも強力となる1時間定格出力175kWのTDK-6070-A形三相交流誘導電動機（端子電圧1,100V、電流122A、周波数107Hz、定格出力175kW、定格回転数3,155rpm）を採用し、歯車比は19:93（4.89）に設定した。高速性能を大きく取っている分、起動加速度は京成の車両では久方振りに低く取っており、2.0km/h/sである。
台車は、京成としては初、グループ内では新京成電鉄8900形以来2度目となる住友金属工業（現・日本製鉄）製のボルスタレス台車を採用している。また、軸箱支持装置はモノリンク式を採用しており、軸ばねがあるふくらみの後方には軸ダンパーを装備している。この台車は3500形（1両）と3700形（8両1編成全台車）で試験を行ったボルスタレス台車の試験結果、および同型の試作台車による台車回転試験をベースとして改良している。また先頭車両には、大手私鉄の車両では初のフルアクティブサスペンションを採用し、台車に取り付けたヨーダンパとともに車体への動揺を緩和して、乗り心地を向上させている。尚、京成の通勤形車両は京浜急行電鉄の車両規定でボルスタレス台車の装着が禁止されているため、京成としては唯一のボルスタレス台車装着車となる。
制動装置（ブレーキ）は回生ブレーキを併用した電気指令式空気ブレーキを採用したほか、高速走行時に対応した基礎ブレーキ装置として、電動台車（電動機により駆動される台車）には油圧で動作するキャリパー式ディスクブレーキを、駆動軸のない付随台車には空気圧で動作するテコ式のディスクブレーキと片押し式の踏面ブレーキを採用した。
集電装置（パンタグラフ）はPT7131-C形シングルアーム式を、偶数号車に1台ずつ搭載する。パンタグラフの折り畳み高さは地上から4,050mmとなった。高速走行に対応するため、離線防止のためのオイルダンパを設けたほか、パンタ上昇検知装置によりパンタグラフの状態確認を運転台のモニタ画面で行うことを可能にした。第7編成には明電舎製の電車線監視装置が搭載されている。
冷房装置は集中式を各車の屋根上に1基搭載する。能力は41.86kW（36,000kcal/h）である。暖房は座席下の吊り下げヒータのほか、厳冬期における室内温度の早期立ち上げを図る目的で冷房装置に電熱ヒータを内蔵している。
電動空気圧縮機（CP）はスクロール式（1,600l/min）で、1号車と6号車に各1台搭載する。

### 車両情報統合システム
モニタ装置には東芝が開発した「車両情報統合システム」SLIMS（Security,LCD Information ＆ Monitoring System）を採用した。
システムは1、8号車モニタ中央装置、2 - 7号車にモニタ端末装置（床下箱）を搭載し、各装置間の伝送路に100Mbps増幅イーサネット幹線伝送を使用することで、高速データ伝送を実現している。また、モニタ中央装置またはモニタ端末装置からは100BASE-TX 支線伝送でITV端末装置（防犯カメラ映像の保存）および車内案内表示器に接続している。操作用のモニタ表示器は1・8号車乗務員室のほか、4号車には車掌用表示器を設置している。
車両情報統合システムの機能は
- ITV機能（Security） - 防犯カメラ映像の記録・伝送機能、記録映像の外部出力機能
- 案内表示機能（LCD Information） - 26インチLCD画面へ運行情報、各種お知らせ、広告表示、前方映像表示機能
- モニタ機能（Monitoring System） - 機器の状態監視、故障記録、サービス機器制御、乗務員支援、車上試験、運転状況記録機能、GPSによる時刻補正機能など

1号車には無線装置とアンテナを搭載しており、公衆無線を使用して地上設備と送受信を行うことでニュース情報の配信、京成電鉄からのお知らせ表示、遅延等の運行情報の配信、広告情報の更新などを行っている。

## 編成表
既存のAE100形と同様の、8両編成を基本編成とする。また、将来の10両編成化を想定した仕様となっている。
|            | ↑ 成田空港       |       |      |                                    |
| 号車       | 車種             | 自重  | 定員 | 備考                               |
| 1          | 制御電動車 (M2c) | 37.5t | 40人 |                                    |
| 2          | 電動車 (M1)      | 39.5t | 56人 |                                    |
| 3          | 電動車 (M2N)     | 38.5t | 56人 |                                    |
| 4          | 電動車 (M1')     | 40.0t | 52人 | サービスコーナー設置               |
| 5          | 付随車 (T2)      | 33.0t | 42人 | トイレ・洗面所・車椅子対応座席設置 |
| 6          | 付随車 (T1)      | 33.0t | 56人 |                                    |
| 7          | 電動車 (M2S)     | 39.0t | 56人 |                                    |
| 8          | 制御電動車 (M1c) | 40.0t | 40人 |                                    |
| ↓ 京成上野 |                  |       |      |                                    |

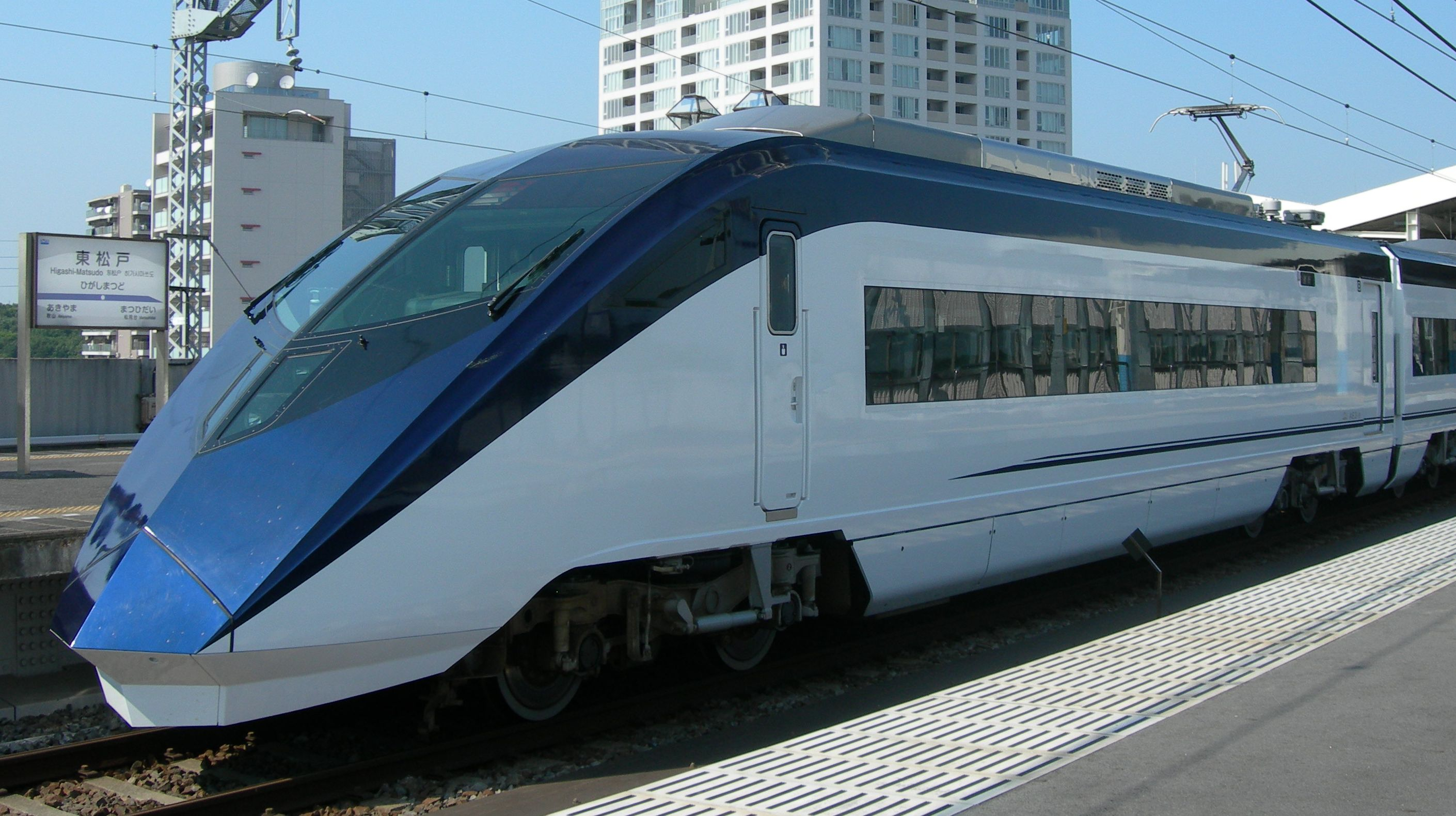
8号車
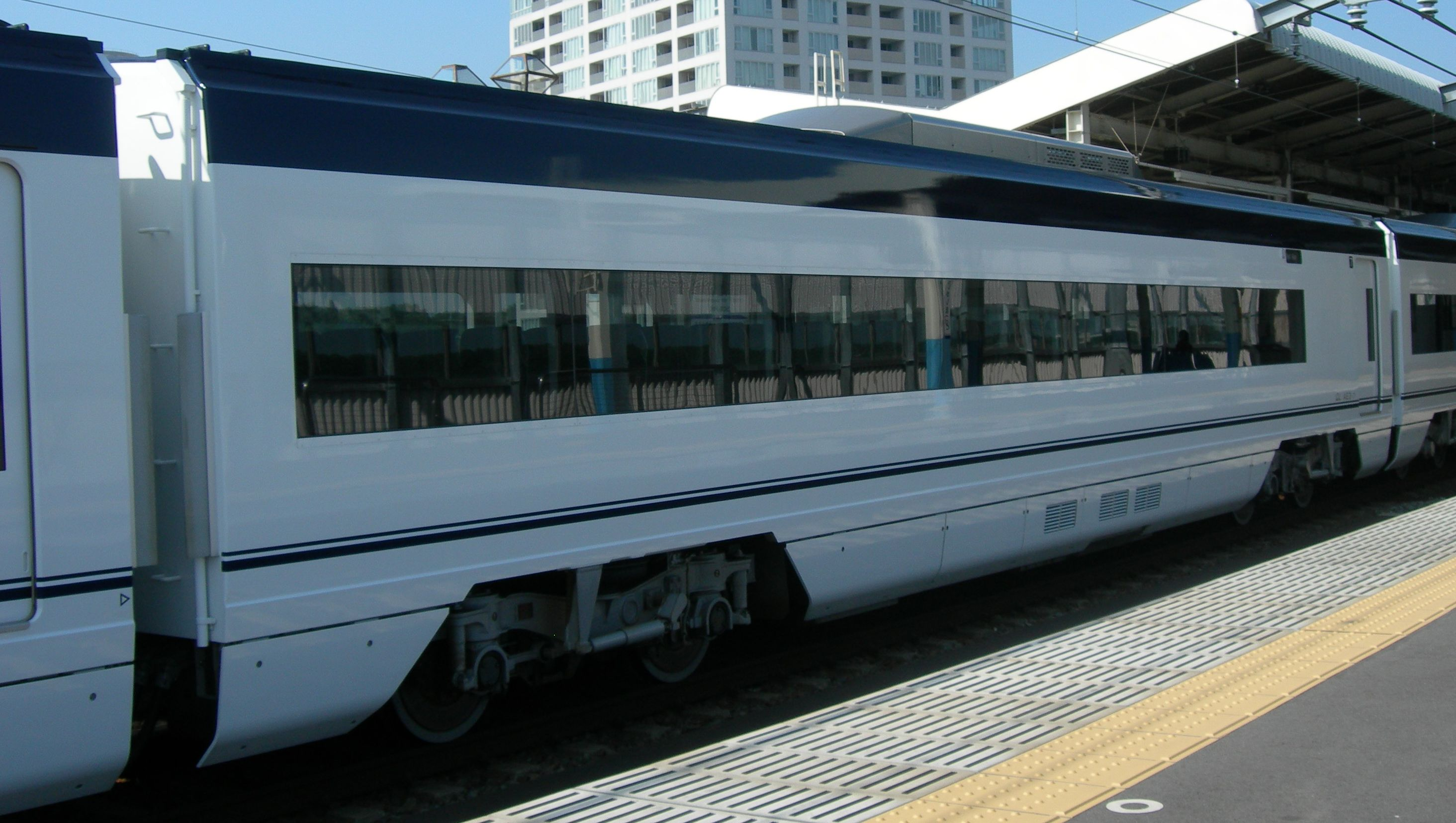
7号車
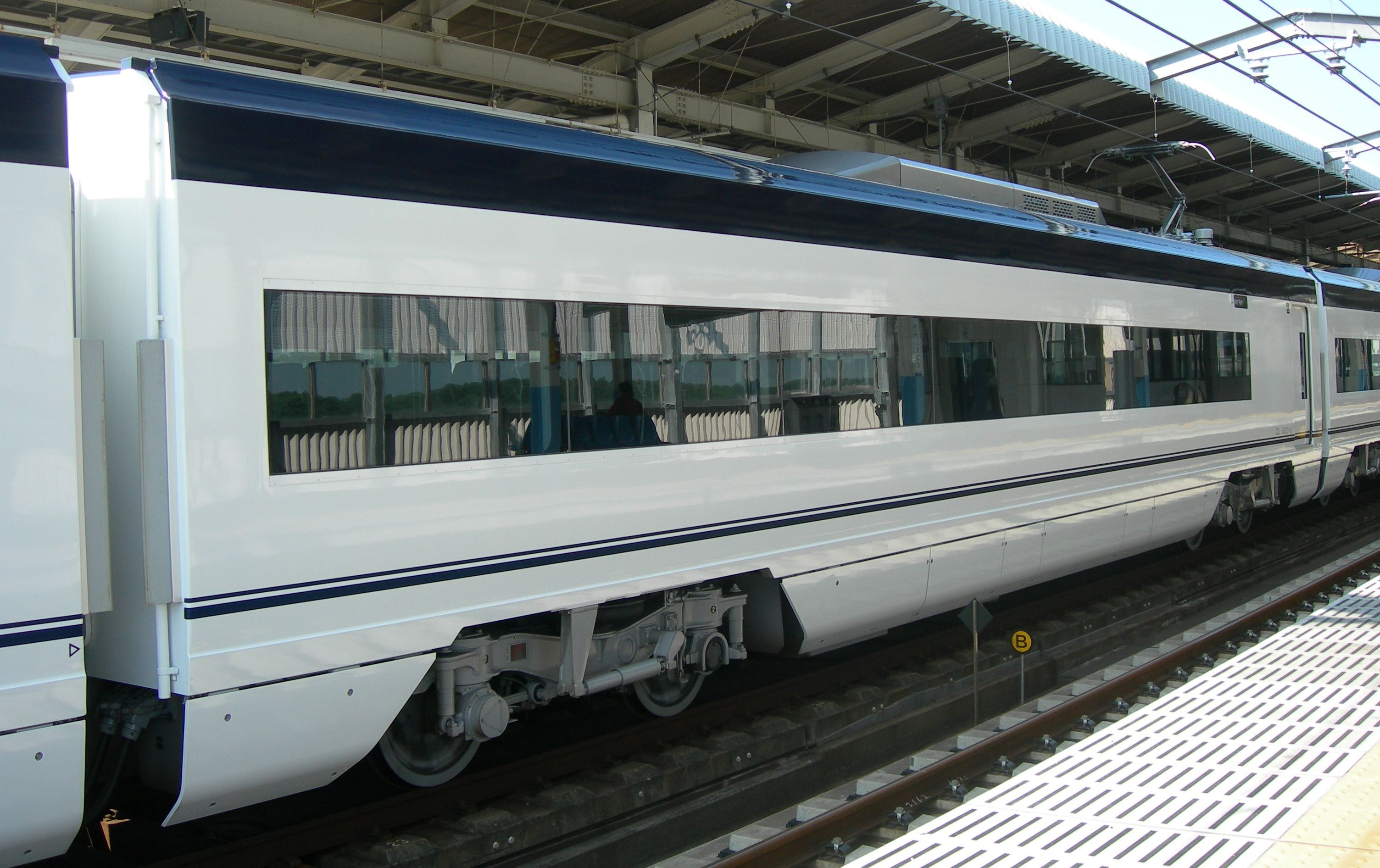
6号車
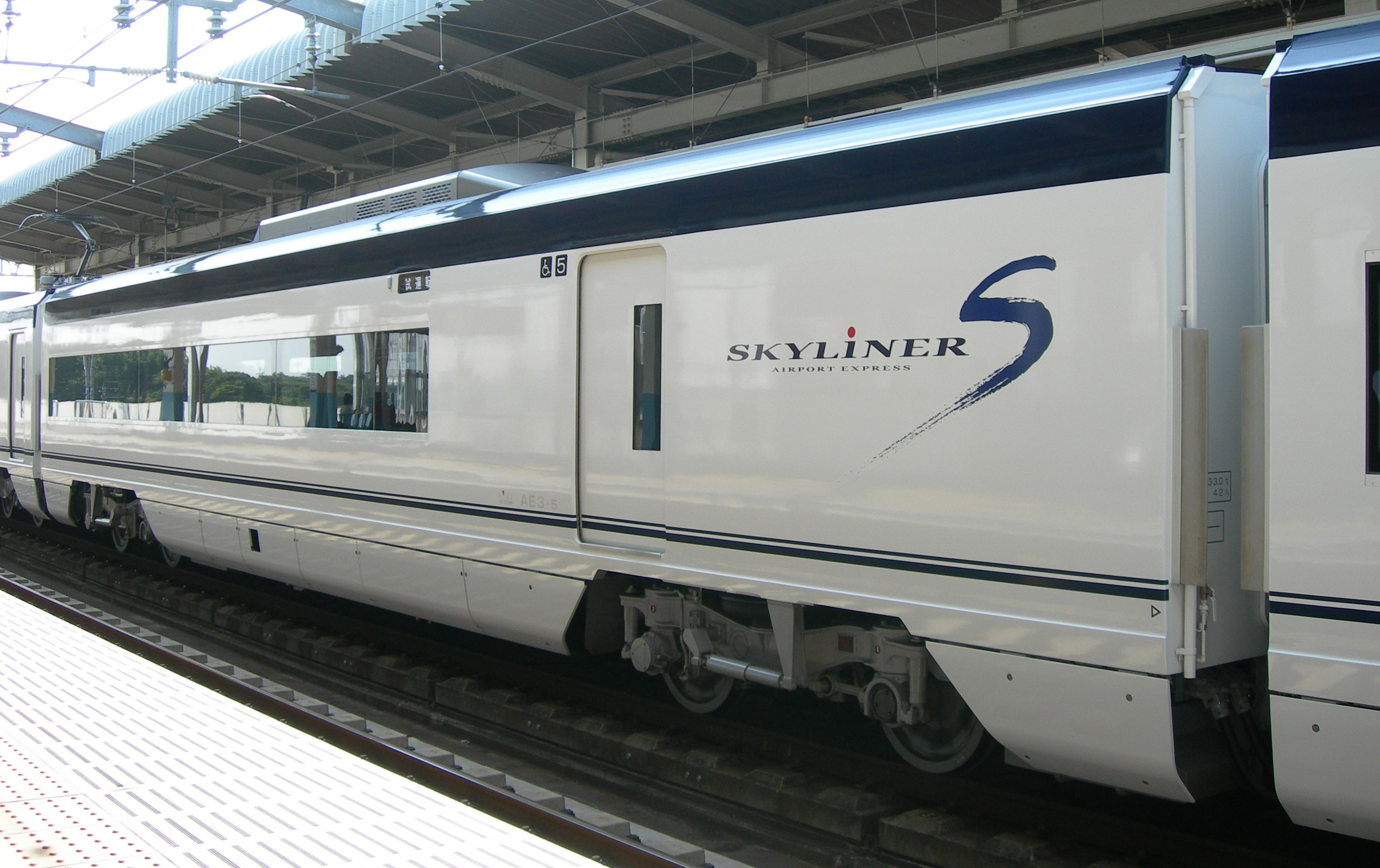
5号車
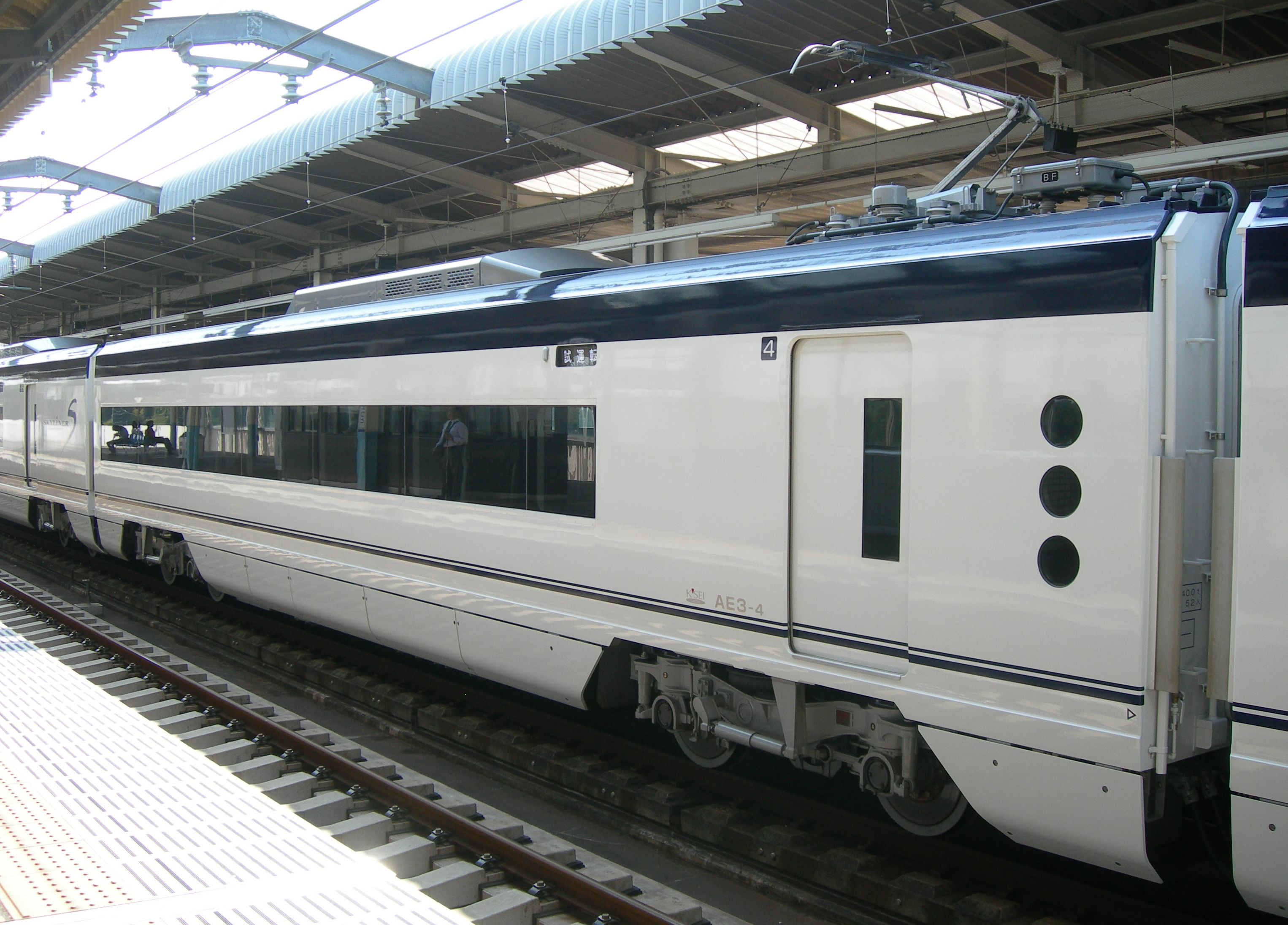
4号車
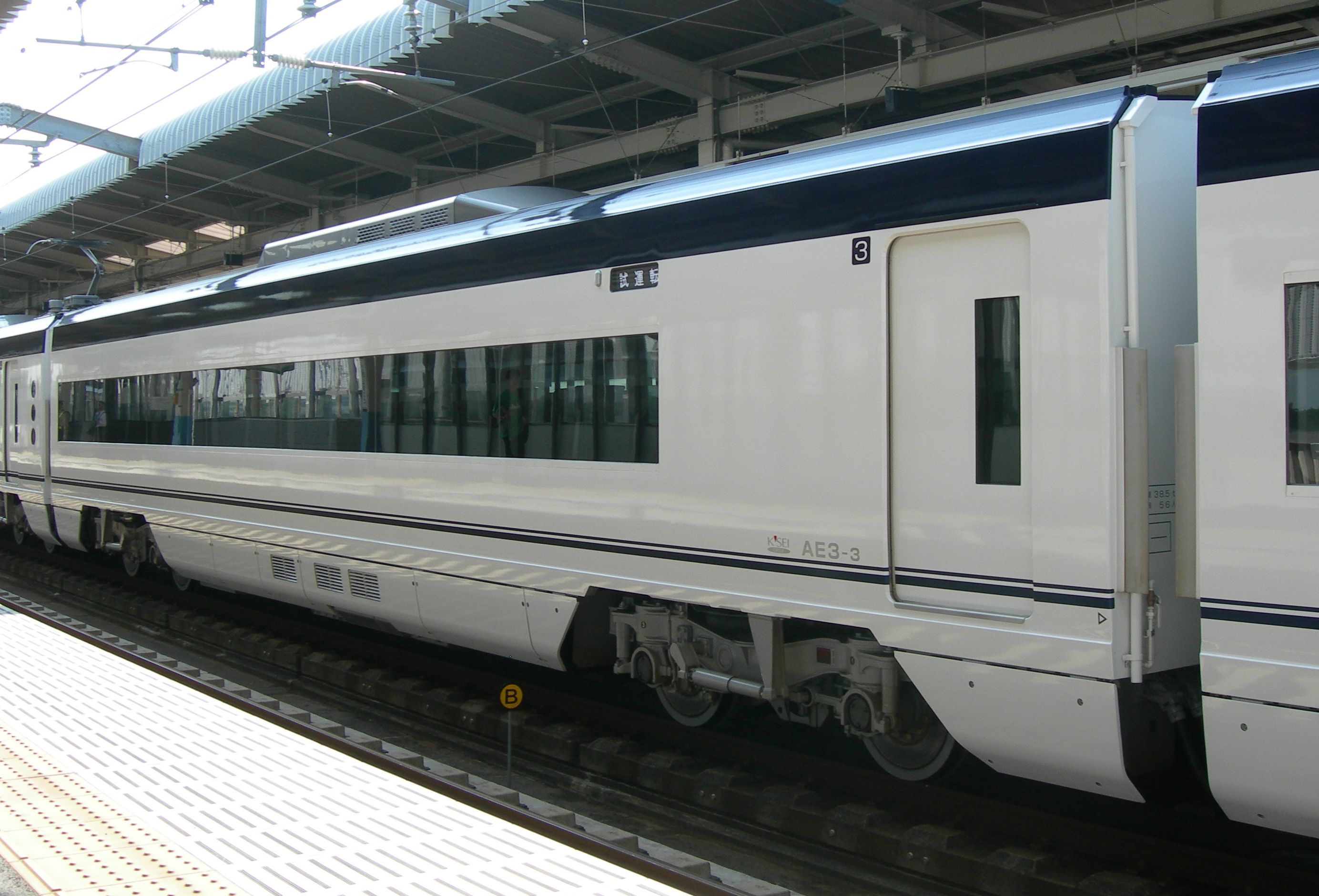
3号車
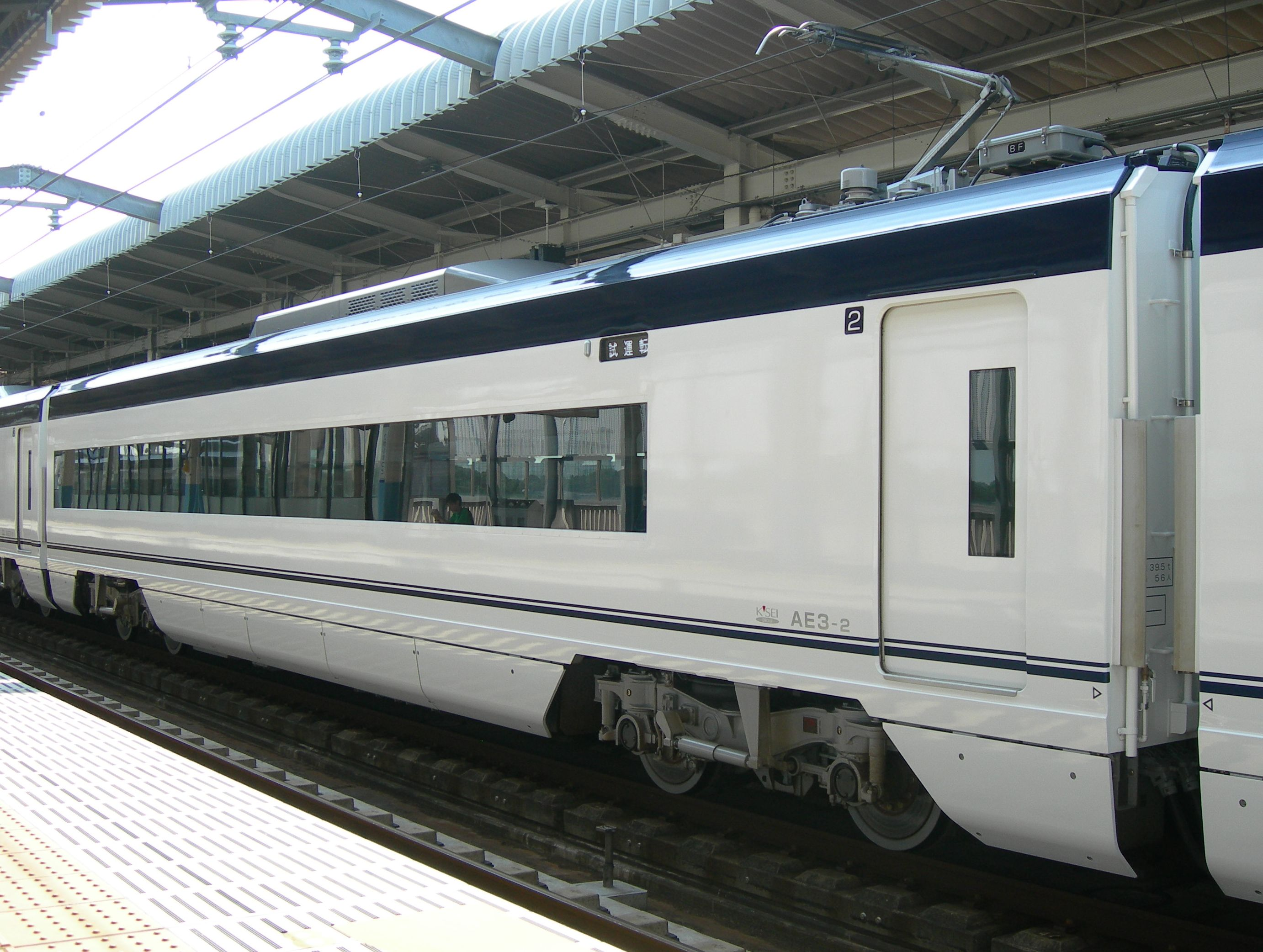
2号車
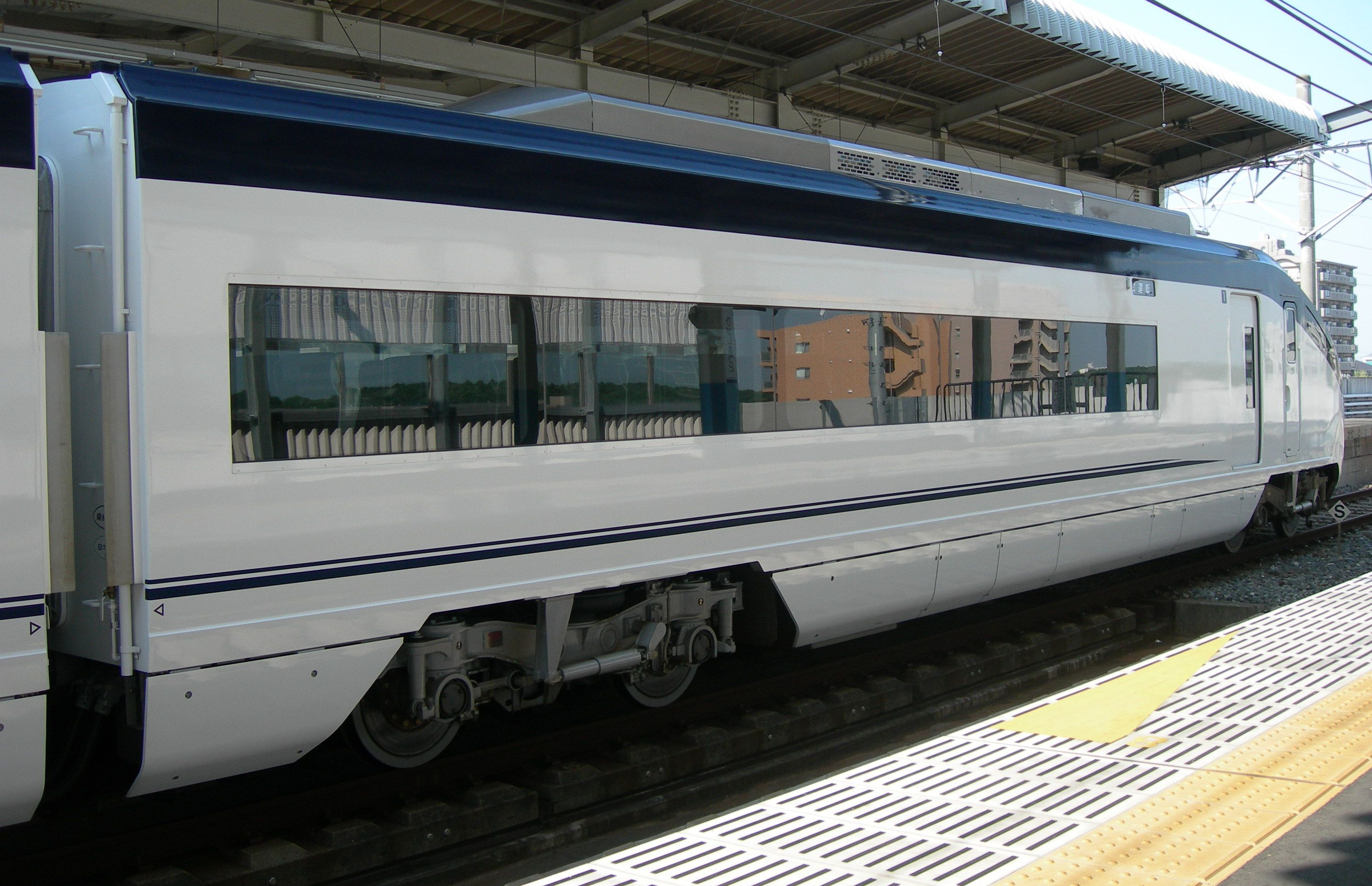
1号車

## 運用
成田スカイアクセス線経由の「スカイライナー」、朝晩は京成本線経由の「モーニングライナー」・「イブニングライナー」でも運用される。2010年大晦日から2011年元日にかけての終夜運転では当形式による「シティライナー」の運転が行われ、それ以降の終夜運転には「シティライナー」への充当もなされている。
2020年10月からは印旛日本医大駅発の「臨時ライナー」にも使用されている。

### 臨時列車
2018年4月20日には成田山開基1080年祭の記念として「成田屋号」が京成上野-京成成田で運行され、往路は京成本線経由、復路は成田スカイアクセス線経由のルートであった。この列車には歌舞伎俳優の市川海老蔵（現・13代市川團十郎）が成田山新勝寺での「御練り行列」「奉納演舞」の実施のために乗車している。「成田屋号」は、2008年の成田山開基1070年祭時にAE100形で運転されて以来である。
2019年10月20日には京成トラベルサービスが企画した「スカイライナーミステリーツアー」で、押上線及び千葉線に入線し、京成上野→高砂車両基地→八広→千葉中央→京成上野という経路で運転を行った。特に千葉線には営業運転で初の入線となった。

### KENTY SKYLINER
2021年7月17日より一編成を「KENTY SKYLINER（ケンティースカイライナー）」として運行している。これは、「ケンティー」こと中島健人をモチーフにした特別装飾車であり、車内では本人による特別収録のアナウンスも流れる。当初は第5編成に施工されたが、2022年12月より車体特別装飾を一部変更し、第4編成に施工して運転を開始した。なお、運行予定については公式サイトにて発表される。

## その他
当形式導入前には、2008年（平成20年）4月9日に帝国ホテルで上戸彩をゲストに迎え、鉄道車両では異例となる公式発表会が行われた。
導入に際しては、ニッセイ・リース（日本生命系列）からのリース方式が採用された。
京成の新車は日本車輌製造（豊川製作所）製も含めて東急車輛製造横浜製作所（現在の総合車両製作所横浜事業所）から京急線・都営地下鉄浅草線経由で搬入されるのが通例であるが、車体長が他車よりやや長く、都営浅草線通過に必要な非常用貫通扉もなく、起動加速度2.0km/h/sである事などから、本形式では系列会社である新京成電鉄や北総鉄道（千葉ニュータウン鉄道所有の9100形などが該当）と同様の搬入方法を採っており、日本車輌で落成した編成は京葉臨海鉄道千葉貨物駅から、東急車輛で落成した編成は同社横浜製造所からそれぞれ陸送されている。2019年に増備されたAE9編成は、越谷貨物ターミナル駅から陸送されている。
2015年7月17日から2016年1月8日の間、2代目AE形運行5周年を記念して山本寛斎がデザインしたマークを掲出して運行した。

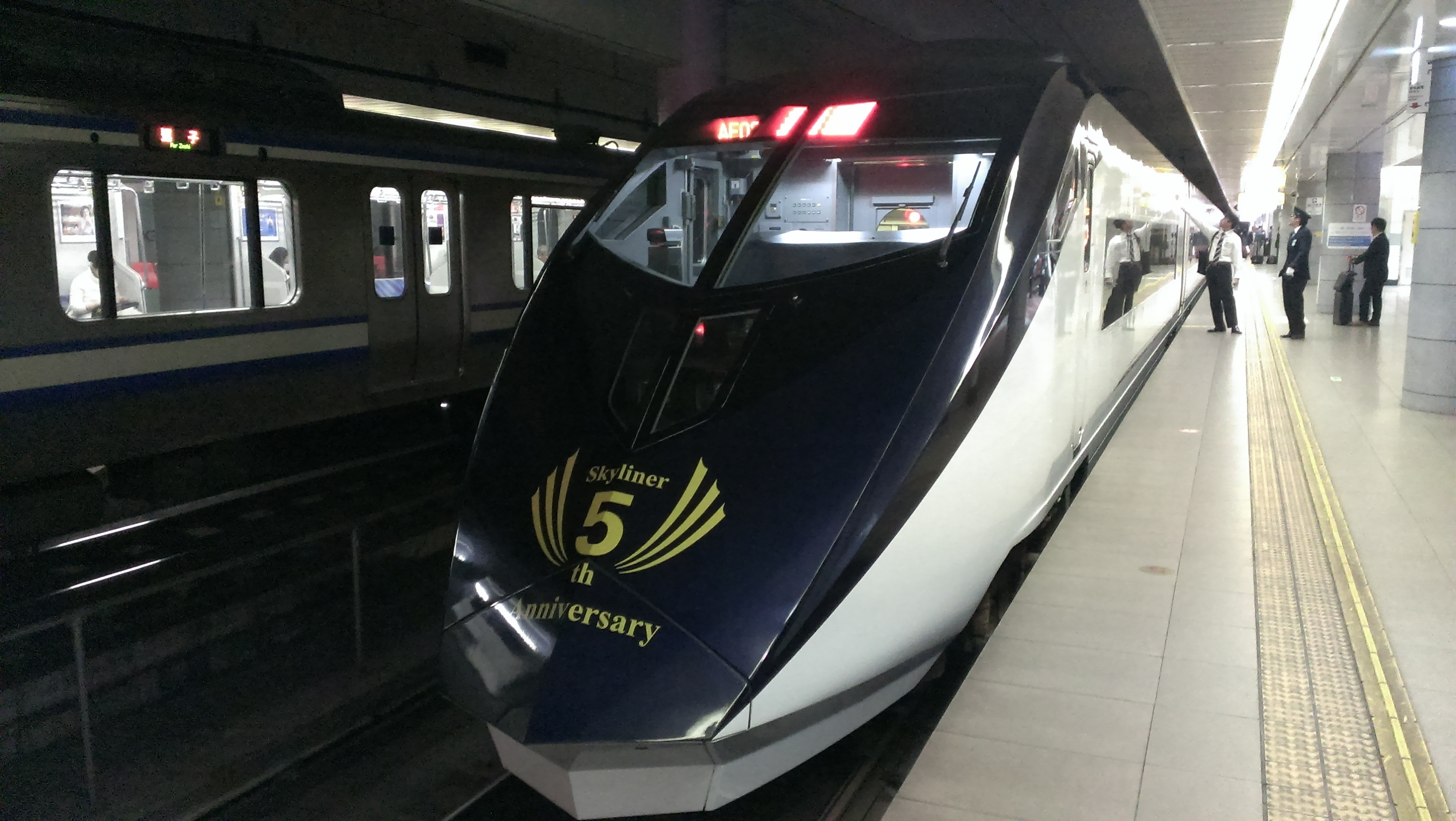
運行5周年記念ヘッドマーク
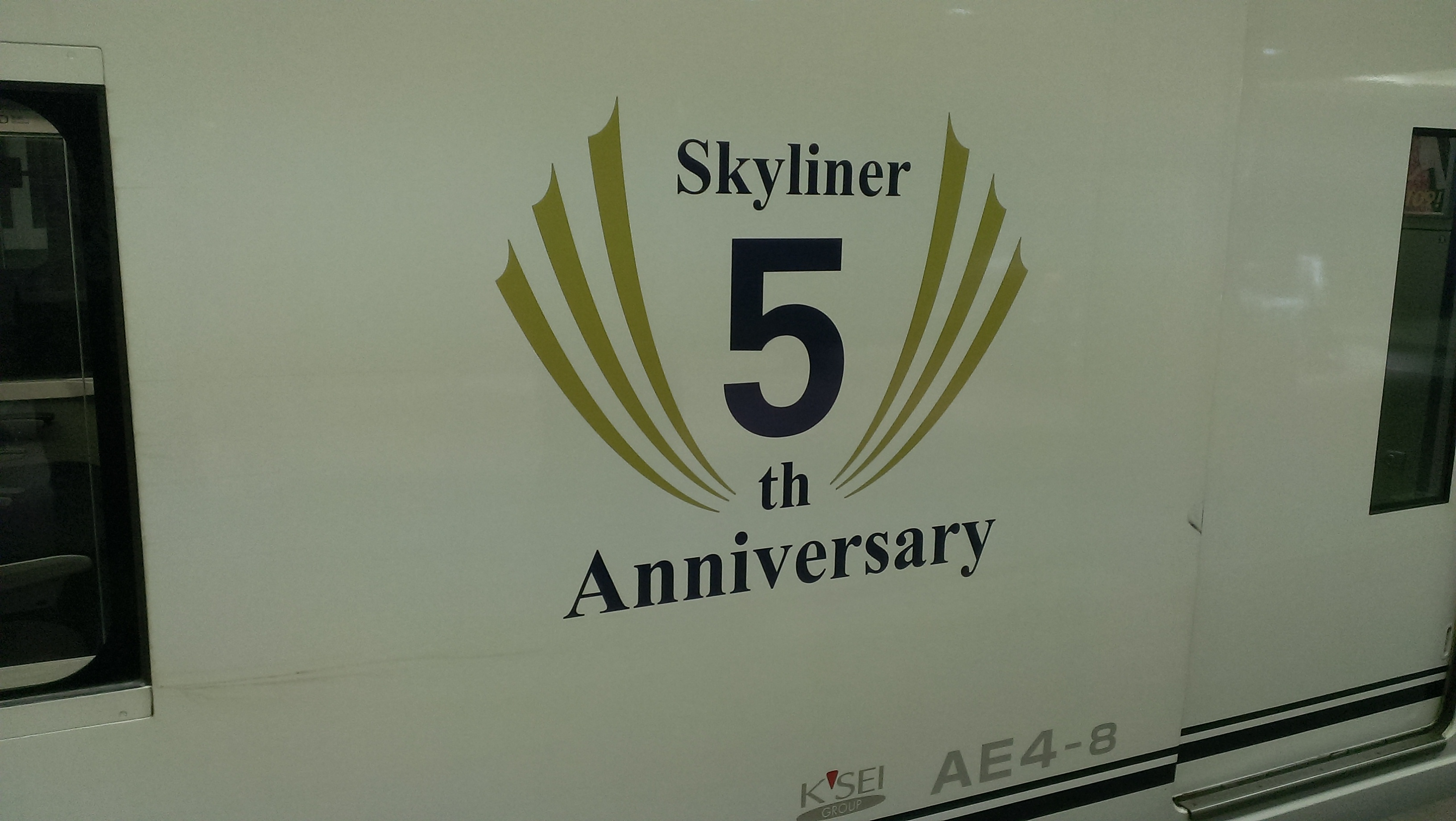
運行5周年記念マーク（側面）

2024年6月9日に利用客数5000万人を達成した。